# خرمال برييري
خرمال برييري (الاسم العلمي: Diospyros perrieri) هو نوع من النباتات يتبع جنس الخرمال من الفصيلة الأبنوسية.